# Dârlos
Dârlos – wieś w Rumunii, w okręgu Sybin, w gminie Dârlos. W 2011 roku liczyła 1883 mieszkańców.